# Mandy Haase
Mandy Haase, född den 25 juni 1982 i Leipzig, Tyskland, är en tysk landhockeyspelare.
Hon tog OS-guld i damernas landhockeyturnering i samband med de olympiska landhockeytävlingarna 2004 i Aten.